# Gennaro Malgieri
Gennaro Malgieri (Solopaca, 28 luglio 1953) è un politico, giornalista e saggista italiano, ex-direttore del Secolo d'Italia.

## Biografia
Laureato in giurisprudenza, giornalista del Secolo d'Italia, negli anni ottanta fu uno degli animatori della Nuova Destra, insieme a Marco Tarchi, Stenio Solinas, Giuseppe del Ninno e Peppe Nanni. Autore di diversi saggi storici e politici, per le Edizioni Pantheon ha diretto le Collane "Agorà" e "I libri di Percorsi". Dirige la collana “Profili” per Fergen edizioni e “La biblioteca ritrovata”, per Historica.  È stato anche direttore della rivista libraria "Il menabò letterario" e cofondatore di "Elementi".
Nel 2001 è stato membro del comitato scientifico che ha organizzato la settima edizione della Città del libro, rassegna nazionale degli editori, a Campi Salentina (Lecce).
Ha introdotto e prefato opere, tra gli altri, di Adriano Romualdi, Alain Finkielkraut, Oswald Spengler, Jacques Ploncard d'Assac, John F. Kennedy, Konrad Lorenz, Ernst von Salomon, Alain de Benoist, Gioacchino Volpe, Ettore Rota.
Ha curato, premettendovi un'ampia introduzione, i cinque volumi dei "Discorsi parlamentari" di Giorgio Almirante pubblicati dalla Camera dei deputati nel 2008.
Nel 1997 ha fondato e diretto la rivista di cultura politica "Percorsi".
Ha diretto i quotidiani Secolo d'Italia dal 1994 al 2004  e L'Indipendente dal 2005 al febbraio 2006.
È stato Consigliere di amministrazione della RAI dal 2005 al 2008.
Intensa la sua attività pubblicistica per numerosi quotidiani, settimanali e periodici. In tempi recenti è stato  editorialista, de Il Tempo, Libero, Liberal e critico letterario a  Il Giorno. Scrive per i giornali online  “Formiche.net", “Barbadillo.it”, “Destra.it”. “Totalità.it”,  “Contrasti” e ha collaborato a lungo con  "Blitzquotidiano" e "L'Occidentale". Collabora alle riviste Il Borghese, “Storia in rete”, “Nova Historica”, “Antarès” , al quotidiano Il Dubbio, al mensile “Ore 12”

### Attività politica
Dal 1996 è stato deputato di Alleanza Nazionale, nella XIII, e rieletto nel 2001, nella XIV legislatura nel corso della quale ha presieduto il Comitato per i diritti umani. Si è dimesso nel corso di quest'ultima, il 3 ottobre 2005, perché nominato consigliere di amministrazione della RAI. È stato membro delle delegazioni parlamentari del Consiglio d'Europa, dell'UEO e dell'Unione per il Mediterraneo nella quale ha ricoperto la carica di presidente della Commissione cultura.
È stato vicepresidente dell'associazione politico-culturale "Azione popolare".
Nel 2008 è stato rieletto deputato alla Camera nelle liste del PDL.
Non si è ricandidato nel 2013.

## Opere
- Roger Scruton. Vita, opere e pensiero di un conservatore, (a cura di Luigi Iannone e Gennaro Malgieri) Giubilei Regnani, 2022
- Mishima esteta del patriottismo, Fergen, 2020
- Colloqui (1974-1991) Attraversando il bosco, Solfanelli, 2020
- Sovranità nazionale,sovranità europea (con Silvano Moffa), Fergen, 2019
- Almirante e Romualdi, Destre “parallele” (con Federico Gennaccari), Fergen, 2018.
- Corridoni, Fergen, 2018
- Il pallone smarrito, Tabula Fati, 2014
- L'allegro naufragio. La scomposizione del centrodestra e la crisi del bipolarismo, 2014, Minerva Edizioni
- Conservatori europei del Novecento, 2014, Pagine-I libri del Borghese
- Lessico inattuale. Un conservatore davanti al pensiero unico, 2013, Minerva edizioni
- Le macerie della politica. Diario di un riformista deluso, 2007, Rubbettino
- Le ali del tempo. Poesie, 2007, Pagine
- Conversazioni sulla Destra, 2005, Rubbettino
- Alfredo Rocco e le idee del suo tempo, 2004, Editoriale Pantheon
- La Destra al tempo dell'Ulivo, 1999, Editoriale Pantheon
- La destra possibile, 1995, Editoriale Pantheon
- Il palazzo di Minosse, 1989, Ila Palma
- Su Schmitt, 1988, Settimo Sigillo
- Modernità e Tradizione. Aspetti del pensiero evoliano, 1987, Settimo Sigillo
- Carlo Costamagna. Dalla caduta dell’ideale moderno alla nuova scienza dello Stato, 1981, Edizioni Settecolori
- La memoria della Destra,  2000, Editoriale Pantheon
- Ideario  italiano. Il pensiero del Novecento visto da Destra (a cura di), 2001, Il Minotauro
- Conservatori. Da Edmund Burke a Russell Kirk, (a cura di)2006, Il Minotauro
- Sui passi di Nietzsche. Poesie, 1988, Settimo Sigillo
- Dispersi frammenti. Poesie, 1979, De Martino editore
- Memorie irregolari. Poesie,  2001, La Biblioteca di Zarathustra
- Lo Stato necessario, 2001, Editoriale Pantheon
- Una certa idea della Destra, 2004, Editoriale Pantheon